# Sinistre (pel·lícula de 2012)
Sinistre (títol original en anglès Sinister) és una pel·lícula de terror sobrenatural del 2012 dirigida per Scott Derrickson i escrita per C. Robert Cargill i Derrickson. És protagonitzada per Ethan Hawke com un escriptor de crims reals en dificultats, el descobriment de snuff movies que representen assassinats horripilants i estranys elements sobrenaturals a la seva nova casa posa la seva família en perill. Juliet Rylance, Fred Thompson, James Ransone, Clare Foley, Michael Hall D'Addario i Vincent D'Onofrio apareixen en papers secundaris. Ha estat doblada al català.
Sinister es va inspirar en un malson que va tenir Cargill després de veure la pel·lícula de 2002 The Ring. La fotografia principal de Sinistre va començar a la tardor de 2011 a Long Island, Nova York, amb un pressupost de producció de 3 milions de dòlars. Per afegir-hi l'autenticitat de antigues pel·lícules casolanes i pel·lícula snuff, els segments de Super 8 es van rodar amb càmeres Super 8 i pel·lícules reals. La pel·lícula va ser una co- producció entre els Estats Units, el Canadà i el Regne Unit.
Es va estrenar al festival SXSW el 10 de març de 2012. Es va estrenar al Regne Unit el 5 d'octubre de 2012 i als Estats Units el 12 d'octubre. La crítica va elogiar la seva interpretació, direcció i cinematografia. i l'atmosfera, però va repensar el seu ús de jump scares i altres clixés de terror. Va ser un èxit de taquilla, amb una recaptació de 87,7 milions de dòlars contra el seu pressupost de 3 milions de dòlars. L'èxit financer resultant va donar lloc a una seqüela, llançada el 2015.
Des d'aleshores ha desenvolupat una reputació de por i es considera un clàssic de culte. Un estudi del 2020 de Broadband Choices va anomenar Sinister la pel·lícula més terrorífica mai feta, basat en una anàlisi de la freqüència cardíaca dels espectadors.

## Argument
L'escriptor de crim real Ellison Oswalt es trasllada a una casa a la ciutat fictícia de Chatford, Pennsilvània, amb la seva dona Tracy, el seu fill de 12 anys, Trevor, i la seva filla de 7 anys Ashley. Desconegut per a la seva dona i els seus fills, Ellison els ha traslladat a la casa on la família Stevenson va ser assassinada per penjament. Té la intenció d'escriure una biografia sobre el cas, per recuperar la fama que va perdre després que el seu llibre més venut Kentucky Blood va ser seguit de dues obres menys reeixides. Espera conèixer el destí de Stephanie Stevenson, de 10 anys, que va desaparèixer després dels assassinats.
L'Ellison troba una caixa a l'àtic que conté un escorpí, així com un projector i bobines de pel·lícula Super 8, cadascuna etiquetada com a pel·lícula casolana. Les pel·lícules són metratges de diferents famílies sent assassinades de diverses maneres: lligades a cadires del pati i ofegades a una piscina (Pool Party '66), lligades i amordaçades i mortes cremades en un cotxe. (BBQ '79), atropellats per una talladora de gespa (Lawn Work '86), lligats i amordaçats als llits i se'ls talla la gola (Sleepy Time '98) i el penjament dels Stevenson (Family Hanging Out '11). Cada assassinat és realitzat per l'operador de càmera invisible. Ellison observa l'aparició d'un misteriós símbol de culte i una figura estranya a les pel·lícules. Ellison fa coincidir les imatges dels assassinats que es van tallar la gola amb les notícies de St. Louis (Missouri), el 1998, quan tres membres de la família Miller van ser assassinats, mentre que Christopher Miller, de 13 anys, va desaparèixer. Una nit, l'Ellison investiga els sorolls a l'àtic. Dins de la tapa del recipient de les bobines de pel·lícula, troba una lampropeltis i dibuixos infantils que representen els assassinats, amb una figura anomenada "Mr. Boogie" també present. En un moment donat, l'Ellison es troba amb un rottweiler al jardí del darrere.
Ellison consulta un funcionari local i descobreix que els assassinats filmats van tenir lloc en diferents moments i en diferents ciutats del país des de 1966. Un nen de cada família va desaparèixer després de cada assassinat, i abans que els Stevenson es traslladessin a Chatford, vivien a l'antiga casa de Millers. El diputat remet Ellison al professor Jonas, especialista en ocultisme, per desxifrar el símbol a les pel·lícules. Jonas relaciona el símbol amb l'antiga i obscura deessa pagana babilònica Bughuul, que mataria famílies senceres i portaria un dels seus fills per consumir-li l'ànima lentament. Jonas sospita que els assassinats formen part d'un ritu d'iniciació de culte, més que el treball d'un sol assassí. Mentre Ellison investiga els passos i els sorolls per tota la casa una nit, es revela que els nens fantasma invisibles per a Ellison són la causa, i un d'ells apareix a l'habitació d'Ashley. Ashley més tard pinta aquesta noia, a qui identifica com Stephanie Stevenson, a la paret. Una altra nit, l'Ellison escolta el projector de pel·lícules en marxa i troba els nens desapareguts asseguts a l'àtic veient una de les pel·lícules. Bughuul apareix a la càmera abans d'aparèixer físicament davant Ellison. L'Ellison treu la càmera, el projector i les pel·lícules de tabac fora i les destrueix. Li diu a Tracy que es traslladen a la seva antiga casa.
Jonas envia Ellison, ara de tornada a la seva antiga casa, imatges històriques associades a Bughuul, inclòs el símbol misteriós i tres criatures simbòliques que Ellison va trobar a la casa Stevenson: un escorpí, una serp i al gos. Els primers cristians creien que les imatges de Bughuul servien com a porta d'entrada perquè el monstre arribés del regne espiritual al món mortal, i Bughuul pot tenir nens que entren en contacte amb aquestes imatges. Ellison descobreix el projector il·lès i les pel·lícules al seu àtic, juntament amb una nova pel·lícula anomenada "Extended Cut Endings". El policia truca a Ellison i li informa que totes les famílies difuntes havien viscut una vegada a la casa on van tenir lloc els assassinats anteriors. També s'assabenta del professor Jonas el patró: cada nou assassinat es va produir poc després que la família es traslladés de l'escena del crim a una nova llar, es remunta a l'assassinat de la família Martinez per incendi provocat el 1979 després que es traslladessin a Sacramento, Califòrnia, del lloc de Portland, Oregon dels ofegaments de 1966. En allunyar-se de la casa de Stevenson, Ellison s'ha marcat a si mateix i a la seva família com les properes víctimes. El nou metratge mostra els nens desapareguts, inclosa Stephanie, que apareixen a la pantalla després de cada assassinat, revelant-se com els assassins sota la influència de Bughuul.
L'Ellison es mareja i nota un líquid verd al fons de la seva tassa de cafè, juntament amb una nota d'Ashley que diu: "Bona nit, pare", abans de perdre el coneixement. Es desperta i es troba a si mateix, en Tracy i en Trevor lligats i amordaçats al terra. Ashley, havent estat posseïda per Bughuul, s'hi acosta mentre filma amb la càmera de 8 mm. Li diu al seu pare que el tornarà a fer "famós", i mata a la seva família amb una destral. A continuació, utilitza la seva sang per pintar quadres infantils a les parets del passadís, juntament amb el símbol de Bughuul a una porta. Ashley veu la pel·lícula dels seus assassinats mentre dibuixa l'assassinat a la tapa de la caixa de pel·lícules. Els nens desapareguts la miren durant la pel·lícula, però fugen quan apareix en Bughuul. Aixeca Ashley als seus braços i entra a la pel·lícula amb ella.
La caixa de pel·lícules es mostra asseguda a l'àtic de la família Oswalt, ara acompanyada del rodet d'Ashley titulat House Painting '12, abans que Bughuul aparegui de sobte.

## Repartiment
- Ethan Hawke com a Ellison Oswalt
- Juliet Rylance com a Tracy Oswalt
- Fred Thompson com a xeriff
- James Ransone com a ajudant
- Michael Hall D'Addario com a Trevor Oswalt
- Clare Foley com a Ashley Oswalt

Vincent D'Onofrio a una aparició sense acreditar com el professor Jonas. A més, Nick King interpreta Bughuul / Mr. Boogie. Els nens sota el control de Bughuul són Victoria Leigh com a Stephanie, Cameron Ocasio com a BBQ Boy, Danielle Kotch com a Lawn Girl, Ethan Haberfield com a Pool Party Boy i Blake Mizrahi com a Sleepy Time Boy.

## Producció

### Desenvolupament
L’escriptor C. Robert Cargill diu que la seva inspiració per Sinistre va venir d'un malson que va experimentar després de veure la pel·lícula de terror del 2002 The Ring, en la qual va descobrir una pel·lícula al seu àtic que representa el penjament de tota una família. Aquest escenari es va convertir en la configuració de la trama de Sinistre. En crear un vilà per a la pel·lícula, Cargill va conceptualitzar una nova versió de bogeyman, anomenant l'entitat "Mr. Boogie". La idea de Cargill era que la criatura seria alhora terrorífica i seductora per als nens, atraient-los cap al seu destí com una figura sinistra semblant a Willy Wonka.
Cargill i el coescriptor Scott Derrickson finalment van decidir minimitzar la naturalesa atractiva de la criatura, només insinuant com manipula els nens per assassinar-los. En el desenvolupament de Mr. Boogie, la parella va tenir llargues discussions sobre la seva naturalesa, i van decidir no convertir-lo en un dimoni sinó més aviat en una deïtat pagana, per tal de situar-lo fora de l'àmbit conceptual. de qualsevol religió en particular. En conseqüència, el dolent va rebre el nom propi "Bughuul", i només els personatges infantils de la pel·lícula es referien a ell com "Mr. Boogie".

### Disseny
En crear un aspecte per a Bughuul, Cargill va mantenir inicialment la idea d'un sinistre Willy Wonka abans d'adonar-se que el públic podria trobar-ho "ximple" i matar el potencial perquè la pel·lícula es convertís en una sèrie. Buscant inspiració, Derrickson va escriure la paraula "horror" a flickr i va cercar entre 500.000 imatges. Va reduir les imatges a 15, inclosa una fotografia d'un ghoul que estava etiquetat simplement com a "Natalie". Cargill va quedar especialment colpit per "Natalie" i va decidir: "I si només fos aquest tipus?". Ell i Derrickson van contactar amb el fotògraf i van comprar els drets per utilitzar la imatge per 500 dòlars. Derrickson va explicar que la imatge el va atreure perquè li recordava el maquillatge i el vestuari que portaven els intèrprets de black metal, tot i que continuava sent prou única per no estar directament vinculat al gènere; Derrickson havia investigat prèviament el black metal mentre buscava inspiració per al símbol de Bughuul, que es pinta ritualment a l'escena de cadascuna de les seqüències d'assassinat de la pel·lícula. Algunes de la música de fons d'aquestes seqüències d'assassinat van ser extreta de cançons ambientals per bandes associades al moviment de black metal noruec, com Ulver i Aghast.

### Rodatge
La fotografia principal de Sinistre va començar a la tardor del 2011, després que Ethan Hawke i Juliet Rylance signessin per protagonitzar la pel·lícula. Els segments del Super 8 es van rodar primer, utilitzant càmeres Super 8 actuals i material de pel·lícula, per tal de mantenir l'autenticitat estètica de les imatges de Super 8 fetes a casa. La fotografia principal es va fer a Long Island. En una entrevista a Bleeding Cool, el guionista Cargill va admetre que el personatge de Hawke va rebre el seu nom (Ellison Oswalt) de l'escriptor Harlan Ellison i del còmic/escriptor Patton Oswalt. Cargill guarda els llibres dels dos homes a les seves prestatgeries.

## Recepció
Revelada per primera vegada al festival SXSW als Estats Units, Sinister es va estrenar al Regne Unit al London FrightFest i a Espanya al XLV Festival Internacional de Cinema Fantàstic de Catalunya.

### Resposta crítica
Sinistre té una puntuació d'aprovació del 63% a Rotten Tomatoes basada en 154 ressenyes, amb una puntuació mitjana de 6,20/10. El consens crític afirma "La seva trama depèn d'un horror típicament inversemblant. comportament de la pel·lícula i recicla innombrables clixés de gènere, però "Sinistre" ofereix un nombre sorprenent de girs frescos i diabòlics." La pel·lícula també té una puntuació de 53 sobre 100 a Metacritic basat en 30 crítics, indicant ressenyes "mixtes o mitjanes".
Variety va elogiar la pel·lícula com "el tipus de conte que paralitzaria la psique dels nens". Film.com va afirmar que "Sinister" era una "pel·lícula de terror profundament aterridora que es pren la seva obligació d'alarmar molt seriosament". Roger Ebert li va donar tres de quatre estrelles, criticant alguns tòpics de terror evidents però elogiant l’actuació de Hawke i anomenant-la "una pel·lícula innegablement terrorífica". Peter Paras d’E! la va nomenar millor pel·lícula de terror de 2012, citant la banda sonora de la pel·lícula i la subversió dels tropes de terror contemporanis.
CraveOnline va anomenar la pel·lícula "sòlida", però va remarcar que la pel·lícula "no acaba de passar al següent nivell que em fa com un Insidiós", i IGN va lloar la història de la pel·lícula mentre criticava que alguns dels "moments de xiscles" de "Sinistre" són mandrosos.
El revisor Garry McConnachie, del Daily Record d'Escòcia, va puntuar la pel·lícula amb quatre estrelles de cinc, dient: "Així és com s'hauria de fer l'horror de Hollywood... Sinistre cobreix totes les seves bases amb aplom."
Ryan Lambie de Den of Geek va donar a la pel·lícula tres estrelles de cinc, i va escriure que, malgrat els seus defectes, "hi ha alguna cosa innegablement poderosa sobre Sinistre. L'actuació de Hawke manté la pantalla a través dels seus moments més triturats i són les escenes on només és ell, un projector i uns peus d'horribles metratges de 8 mm on la pel·lícula convenç de veritat. I encara que els seus ensurts sovint són barats, també és difícil negar que Sinistre de vegades aconsegueix inspirar moments d'una por palpable."
Alguns crítics han criticat la preocupació de la pel·lícula per la tecnologia obsoleta. Peter Howell de Toronto Star (que va donar a la pel·lícula dues estrelles de quatre) argumenta que la pel·lícula intenta "xocs de la vella escola", però "no es pot permetre un entorn pre-Internet". Rafer Guzman de Newsday va escriure que "el cel·luloide és un format antic tan càlid i amigable que sembla poc probable que contingui l'esperit de, per exemple, un dimoni que menja nens". L'estudi acadèmic de la pel·lícula, però, tendeix a veure la representació de Sinistre dels formats de mitjans antics i nous com un estudi en transmediació.
Un estudi del 2020 realitzat per Broadband Choices va anomenar Sinistre la pel·lícula més espantosa mai feta. L'estudi va mostrar 50 de les pel·lícules de terror amb més valoració que s'han fet mai segons la recepció a llocs com IMDB, Rotten Tomatoes i Reddit, i després va mesurar la freqüència cardíaca dels participants de l'estudi mentre veien les pel·lícules mostrades. El batec cardíac mitjà en repòs dels participants de l'estudi va ser de 65 batecs per minut (BPM), però va saltar a una mitjana de 86 BPM mentre veien la pel·lícula, un augment del 32% i el més alt entre totes les pel·lícules mostrades.

### Mitjans domèstics
La pel·lícula es va estrenar en DVD i Blu-ray Disc l'11 de febrer de 2013 al Regne Unit i el 19 de febrer de 2013 als EUA amb dos comentaris (un amb el director Scott Derrickson i un altre amb l'escriptor C. Robert Cargill). El llançament també incloïa dues novetats (True Crime Criminals i Living in a House of Death), així com un reportatge sobre Sinister Fear Experiment realitzat per Thrill Laboratory en celebració de l'estrena a les sales de la pel·lícula.

## Seqüela
El març de 2013 es va anunciar que es prepararia una seqüela, amb Derrickson en converses per coescriure el guió amb Cargill, però no per dirigir-la. El 17 d'abril de 2014, es va anunciar que Ciaran Foy dirigiria la pel·lícula, i Brian Kavanaugh-Jones, Charles Layton, Xavier Marchand i Patrice Théroux serien els productors executius de la seqüela amb eOne Entertainment. La pel·lícula es va estrenar el 21 d'agost de 2015.